# Billy Barratt
Billy Ace Barratt (* 16. Juni 2007 in Brixton, London) ist ein britischer Kinderdarsteller.

## Leben
Billy Barratt wurde 2007 als Billy Ace Barratt im Londoner Stadtteil Brixton geboren. Er ist der Enkel des walisischen Rock-’n’-Roll-Sängers Shakin’ Stevens, der eigentlich Michael Barratt heißt. Seine Mutter ist die Schauspielerin und Moderatorin Carolyn Owlett, ein ehemaliges Mitglied der britischen R&B-Girlgroup The 411.
Seine Karriere als Schauspieler begann im Jahr 2016 mit der Fernsehserie Mr Selfridge, in der Barratt in vier Folgen die Rolle des Ralph Selfridge spielte. Im Jahr 2018 war er in Mary Poppins’ Rückkehr von Rob Marshall in einer Nebenrolle zu sehen, 2019 spielte er in der Miniserie A Christmas Carol  den jungen Ebenezer Scrooge.
Im Rahmen der Verleihung der International Emmy Awards im November 2020 wurde Barratt für seine Rolle in Responsible Child als bester Schauspieler ausgezeichnet. Er war mit 13 Jahren der jüngste Schauspieler, der diese Auszeichnung jemals erhielt. In Responsible Child spielt er den 12-jährigen Ray, der wegen Mordes an seinem Stiefvater verhaftet und vor Gericht gestellt wird. Das Drama wurde bei der Verleihung der International Emmy Awards auch als bester Fernsehfilm ausgezeichnet.
Billy Barratt lebt bei seiner Familie im Londoner Stadtteil Hackney.

## Filmografie
- 2016: Mr Selfridge (Fernsehserie, 4 Folgen)
- 2016: To Dream
- 2017: Sharknado 5: Global Swarming
- 2018: Mary Poppins’ Rückkehr (Mary Poppins Returns)
- 2019: Blinded by the Light
- 2019: Responsible Child
- 2019: A Christmas Carol (Fernsehserie)
- 2021: Figa (Kurzfilm)
- seit 2021: Infiltration (Invasion, Fernsehserie)
- 2023: Crater
- 2024: Der Spion von nebenan 2 (My Spy: The Eternal City)
- 2025: Bring Her Back

## Auszeichnungen
International Emmy Award
- 2020: Auszeichnung als Bester Schauspieler (Responsible Child)[6]